# Купербаш (Татарстан)
Куперба́ш (тат. Күпербаш) — село в Арском районе Республики Татарстан, в составе Арского городского поселения.

## Этимология
Топоним произошёл от татарского слова «күпер» (мост) и гидрографического термина «баш» (начало).

## География
Деревня находится на реке Казанка, примыкает к северо-восточной части города Арска.

## История
Село известно с периода Казанского ханства под названием Кутернесь.
В XVIII – первой половине XIX века жители относились к категории государственных крестьян. Основные занятия жителей в этот период – земледелие и скотоводство, был распространён лесной промысел.
В «Списке населенных мест по сведениям 1859 года», изданном в 1866 году, населённый пункт упомянут как казённая деревня Купербаш 1-го стана Казанского уезда Казанской губернии. Располагалась при реке Казанке, по правую сторону Сибирского почтового тракта, в 66 верстах от уездного и губернского города Казань и в 42 верстах от становой квартиры во владельческой деревне Пермяки (Богородское). В деревне, в 18 дворах проживали 136 человек (73 мужчины и 63 женщины), была мечеть.
В начале XX века в селе функционировали мечеть (1899 год), водяная мельница, 2 мелочные лавки. В этот период земельный надел сельской общины составлял 1090 десятин.
До 1920 года село входило в Кармышскую волость Казанского уезда Казанской губернии. С 1920 года в составе Арского кантона ТАССР. С 10 августа 1930 года в Арском районе.
С 1929 года в селе действовали колхозы (в 1952—1959 гг. сельскохозяйственная артель), с 1995 — коллективное предприятие, с 2003 — сельскохозяйственный кооператив, с 2004 — сельскохозяйственный производственный кооператив, с 2007 — агрофирмы.
В 1939—2012 годах в селе работала начальная школа.

## Население
| 1782 | 1859 | 1897 | 1908 | 1920 | 1926 | 1938 | 1949 | 1958 | 1970 | 1979 | 1989 | 2002 | 2010 | 2015 |
| ---- | ---- | ---- | ---- | ---- | ---- | ---- | ---- | ---- | ---- | ---- | ---- | ---- | ---- | ---- |
| 66   | 136  | 651  | 894  | 821  | 1149 | 1024 | 809  | 687  | 602  | 527  | 435  | 418  | 448  | 456  |

Национальный состав деревни — татары.

## Экономика
Жители работают в «Агрофирме «Казанка», занимаются полеводством, мясо-молочным скотоводством.
В 300 м восточнее села находится Купербашский карьер известняков.

## Инфраструктура
В селе действуют дом культуры, библиотека, фельдшерско-акушерский пункт, детский сад (с 1974 года).

## Религия
Мечеть «Марьям» (с 2000 года).